# Pošip
Pošip je sorta bijelog grožđa koja se uzgaja na jugu Korčule, otoka s tradicijom uzgoja bijelih sorti još od vremena starih Grka (4. stoljeće pr. Kr.)
Pošip je prvo hrvatsko bijelo vino sa zaštićenim geografskim podrijetlom, zaštićeno 1967. godine. Najbolje uspijeva na zaklonitim položajima Čare i Smokvice. Gusto nasađeni vinogradi, nagnuti i terasasti tereni prisiljavaju da se većina radova još uvijek obavlja ručno, na tradicionalan način.
Vino je blistave, slamnato-zlatnožute boje, gusto i visokog postotka alkohola (13 – 14,5 %), punog i osebujnog okusa sa svojstvenom aromom suhih marelica i smokava. Radi umjerenih kiselina savršeno pristaje uz sva jela od ribe, školjaka i bijelog mesa. Najbolje je servirano na 12 – 14 °C.

## Vanjske poveznice
- Pošip, Mali podrum  Arhivirana inačica izvorne stranice od 18. svibnja 2006. (Wayback Machine)

- [neaktivna poveznica]